# Vestvågøy
Vestvågøy is een eiland en gemeente op de Lofoten in de Noorse provincie Nordland. De gemeente telde 11.294 inwoners in januari 2017.

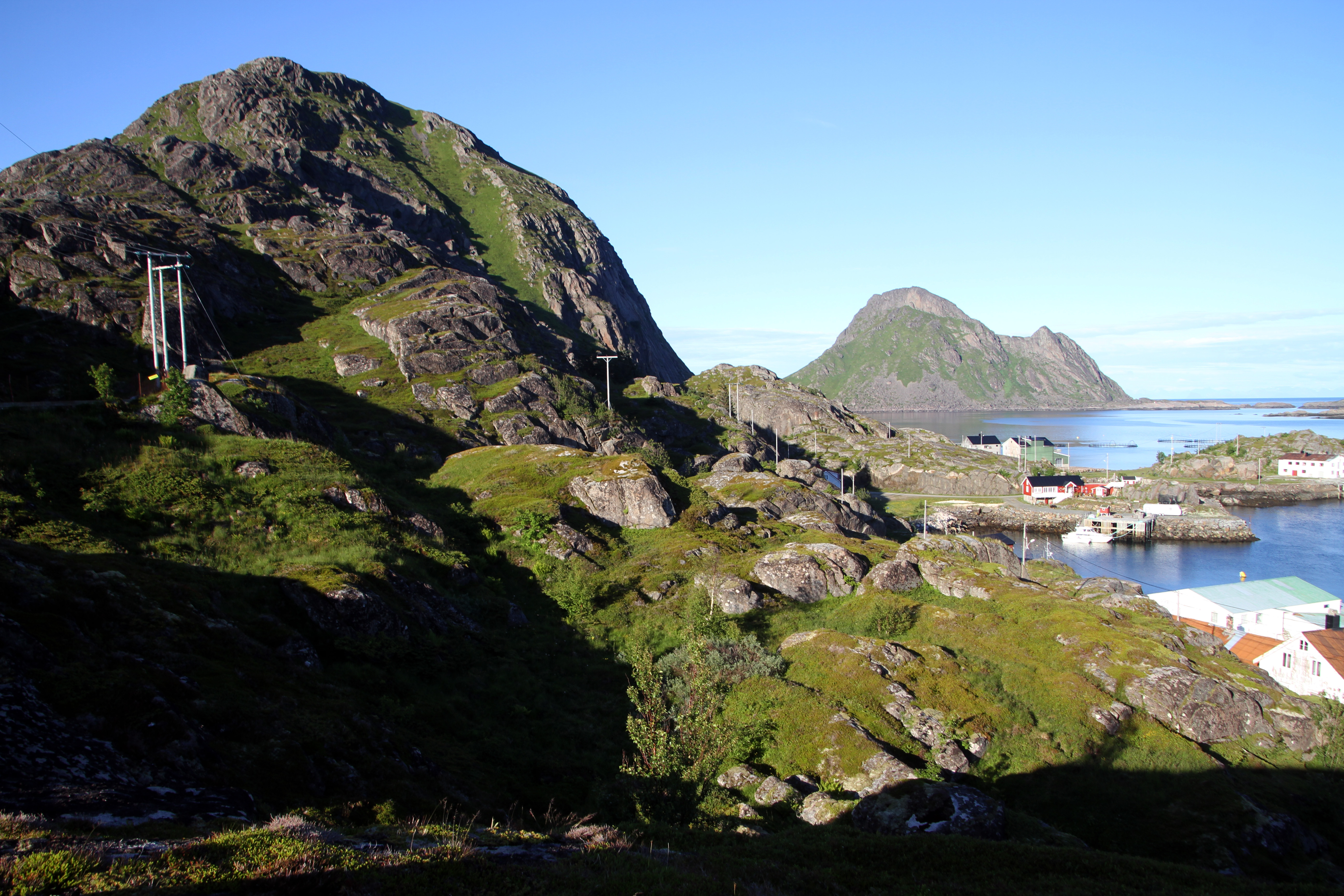
Mortsund, Vestvågøy

Het eiland is een van de meer bevolkte delen van de Lofoten. Het administratieve centrum van het eiland is Leknes en de haven een van Noorwegens belangrijkste en meest aangedane havens voor cruiseschepen. Ook de Hurtigruten doet Vestvågøy aan.
In Bøstad is het Lofotr Vikingmuseum.

## Plaatsen in de gemeente

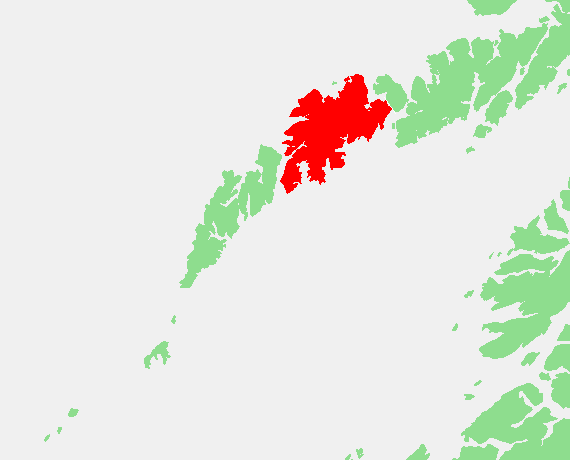

- Ballstad
- Gravdal
- Leknes
- Stamsund
- Borg
- Bøstad

Alstahaug · Andøy · Beiarn · Bindal · Bø · Bodø · Brønnøy · Dønna · Evenes · Fauske · Flakstad · Gildeskål · Grane · Hadsel · Hamarøy · Hattfjelldal · Hemnes · Herøy · Leirfjord · Lødingen · Lurøy · Meløy · Moskenes · Narvik · Nesna · Øksnes · Rana · Rødøy · Røst · Saltdal · Sømna · Sørfold · Sortland · Steigen · Træna · Værøy · Vågan · Vefsn · Vega · Vestvågøy · Vevelstad

Fylker van Noorwegen